# Ferrandina
Ferrandina is een stad in de Zuid-Italiaanse regio Basilicata (provincie Matera).
De stad werd in 1494 opgericht door Frederik van Aragón ter ere van zijn vader Ferdinand I van Napels. Ferrandina verheft zich op een heuvel hoog boven het dal van de rivier de Basento. Het is een belangrijk agrarisch en industrieel centrum dat zich vooral gespecialisserd heeft in de productie van textiel. Nabij de stad wordt op kleine schaal aardolie gewonnen.
De huizen van Ferrandina zijn, vooral aan de zuidzijde, kaarsrecht tegen elkaar gebouwd. Vooral vanaf een afstand levert dit een fraai uitzicht op. De belangrijkste bezienswaardigheden in de plaats zijn: de Santa Maria della Croce (17e eeuw), de ruïnes van het Castello di Uggiano en het klooster Santa Chiara.
Twee jaarlijks terugkerende feesten in Ferrandina zijn het feest van de beschermheilige San Rocco op 15 en 16 augustus en het feest van Santa Maria ella Croce dat iedere derde zondag van mei gevierd wordt. De feesten gaan gepaard met muziek en vuurwerk.

## Afbeeldingen

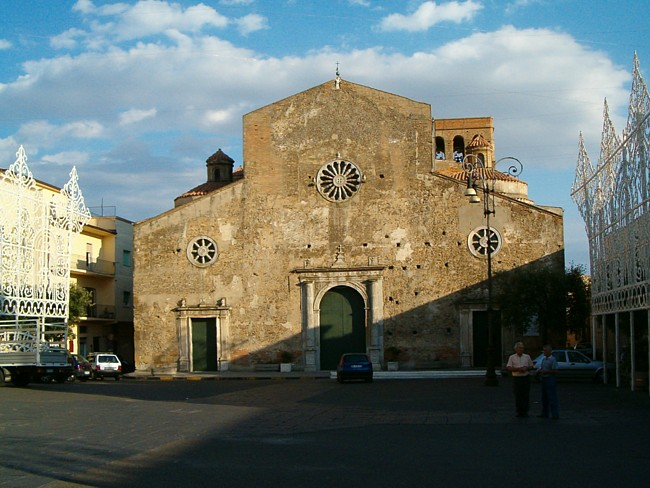
Santa Maria della Croce
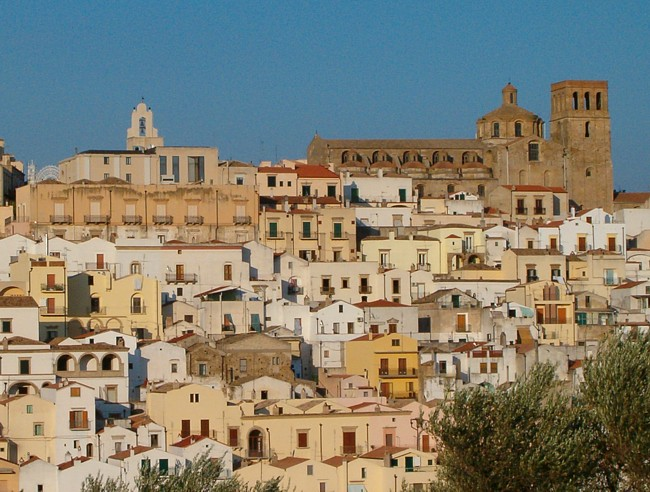
Ferrandina